# Strandella
Strandella là một chi nhện trong họ Linyphiidae.